# 斑鳩町
斑鳩町（日语：／ Ikaruga chō */?）是位於日本奈良縣西北部的一個町級行政區，屬生駒郡。北部為以松尾山為主的丘陵地形，南側邊以大和川為界，東側為其支流富雄川。主要市區位於大和川北岸的平原區域。

## 人口
| 斑鳩町人口分布圖 |                                               |  |
| 斑鳩町與日本全國年齡別人口分布比較圖 （2005年資料） | 斑鳩町的年齡、男女別人口分布圖 （2005年資料） |  |
| ■紫色是斑鳩町 ■綠色是全国 | ■藍色是男性 ■紅色是女性                       |  |
| 斑鳩町人口變化 \| 1970年 \| 16,892人 \| \| \| 1975年 \| 20,743人 \| \| \| 1980年 \| 25,754人 \| \| \| 1985年 \| 27,042人 \| \| \| 1990年 \| 27,595人 \| \| \| 1995年 \| 28,371人 \| \| \| 2000年 \| 28,566人 \| \| \| 2005年 \| 27,816人 \| \| \| 2010年 \| 27,734人 \| \| \| 2015年 \| 27,303人 \| \| \| 2020年 \| 27,587人 \| \| |                                               |  |
| 資料來源：日本總務省統計中心提供之人口普查數據 |                                               |  |
| 1970年 | 16,892人                                      |  |
| 1975年 | 20,743人                                      |  |
| 1980年 | 25,754人                                      |  |
| 1985年 | 27,042人                                      |  |
| 1990年 | 27,595人                                      |  |
| 1995年 | 28,371人                                      |  |
| 2000年 | 28,566人                                      |  |
| 2005年 | 27,816人                                      |  |
| 2010年 | 27,734人                                      |  |
| 2015年 | 27,303人                                      |  |
| 2020年 | 27,587人                                      |  |

## 歷史
在令制國時代屬於大和國平群郡，601年聖德太子曾在此建造斑鳩宮，並在605年時遷至斑鳩宮居住，之後在宮殿的西側陸續建立了法隆寺、中宮寺、法輪寺、法起寺多座寺廟。江戶時代初期，負責維護這幾所寺廟建築的知名木匠中井正清與其族人們開始在法隆寺以西的地區聚居，漸漸形成聚落。
現在的斑鳩町範圍在江戶時代多為江戶幕府的直屬領地，另有少部分區域屬於郡山藩和奈良樂人的領地；19世紀明治維新後，這些區域曾先後屬於奈良縣和郡山縣，1871年的第一次府縣整併中，全數被劃入奈良縣，但在1876年的第二次府縣整併中，又隨著奈良縣被廢除而被併入堺縣，1881年堺縣也遭廢除，再次被併入大阪府，最終在1887年重新設立奈良縣後，才再度隸屬奈良縣。
1889年日本實施町村制，現在的斑鳩南部在當時屬於龍田村、西北部屬於法隆寺村、東北部屬於富鄉村；1891年龍田村先改制為龍田町，1947年這三個行政區劃合併為斑鳩町。
今日的斑鳩町則是以大阪都會區的衛星城市的定位，逐步都市化。
在2000年代平成大合併期間，位於西和地區的王寺町、上牧町、河合町、斑鳩町、三鄉町、平群町、安堵町曾規劃合併為西和市，合併後的西和市人口將超過14萬，也將會成為奈良縣內人口僅次於奈良市的第二大城市，當時也已規劃好完成合併後，新的市政府將設於王寺町，同時在斑鳩町內設立市政府的分支辦公室。但在2004年各町的公民投票中，王寺町和斑鳩町的公民投票都未能通過，也直接使合併案破局。

### 變遷表
| 1897年4月1日 | 1897年 - 1912年 | 1912年 - 1944年 | 1945年 - 1954年            | 1955年 - 1989年            | 1989年 - 現在              | 現在                       |
| ------------ | --------------- | --------------- | -------------------------- | -------------------------- | -------------------------- | -------------------------- |
| 龍田町       | 龍田町          | 龍田町          | 1947年2月11日 合併為斑鳩町 | 1947年2月11日 合併為斑鳩町 | 1947年2月11日 合併為斑鳩町 | 1947年2月11日 合併為斑鳩町 |
| 法隆寺村     |                 |                 | 1947年2月11日 合併為斑鳩町 | 1947年2月11日 合併為斑鳩町 | 1947年2月11日 合併為斑鳩町 | 1947年2月11日 合併為斑鳩町 |
| 富鄉村       |                 |                 | 1947年2月11日 合併為斑鳩町 | 1947年2月11日 合併為斑鳩町 | 1947年2月11日 合併為斑鳩町 | 1947年2月11日 合併為斑鳩町 |

## 交通

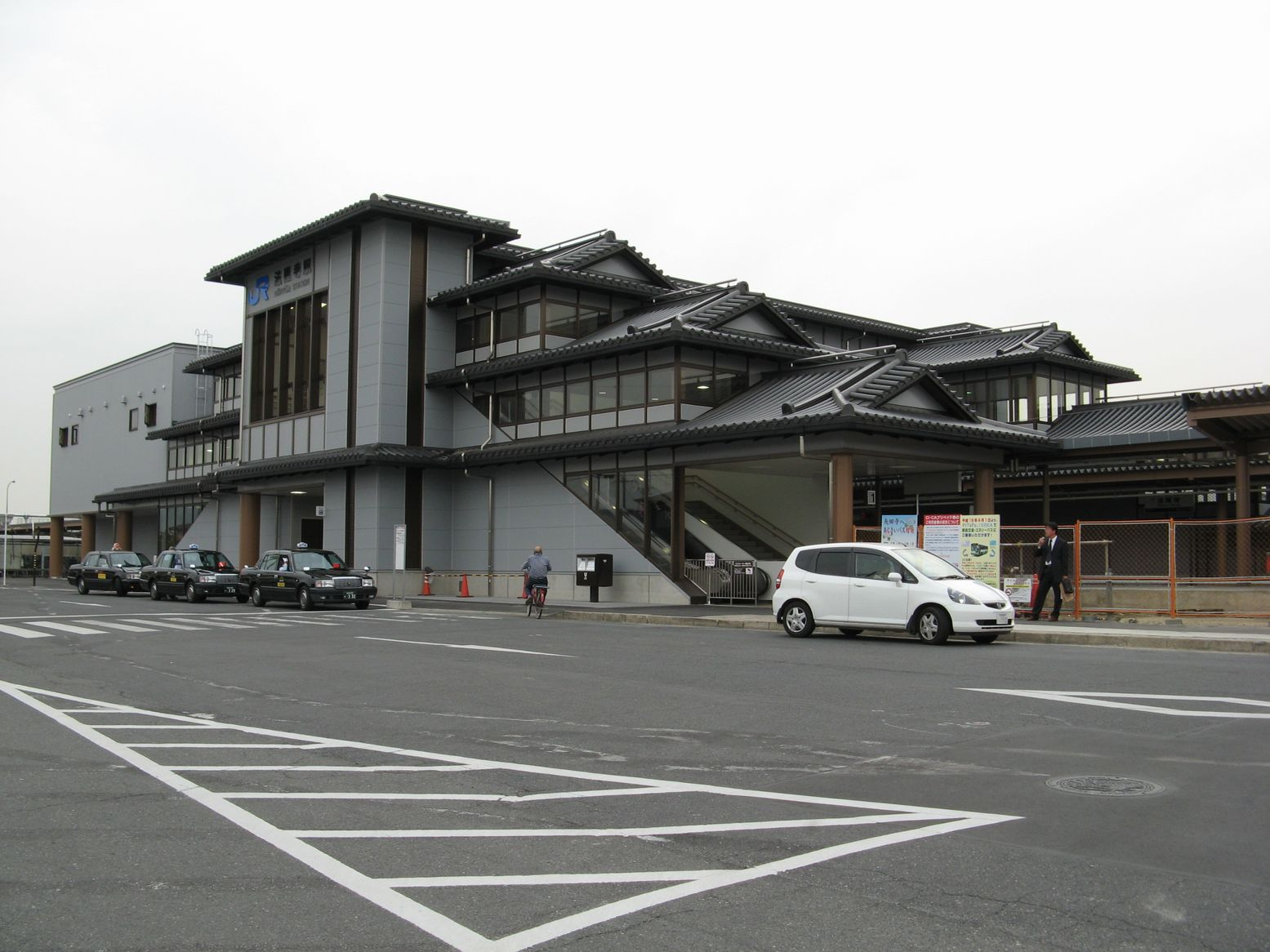
法隆寺車站

西日本旅客鐵道關西本線（大和路線）自東側安堵町進入轄內市區，轄內僅設有法隆寺車站一個車站，穿過市區後，自南部跨越大和川進入王寺町，並可一路通往大阪市市區。
西名阪自動車道設有法隆寺交流道，但並非位於轄內，而是位於南側町界外約250公尺外的河合町轄內。

## 觀光資源

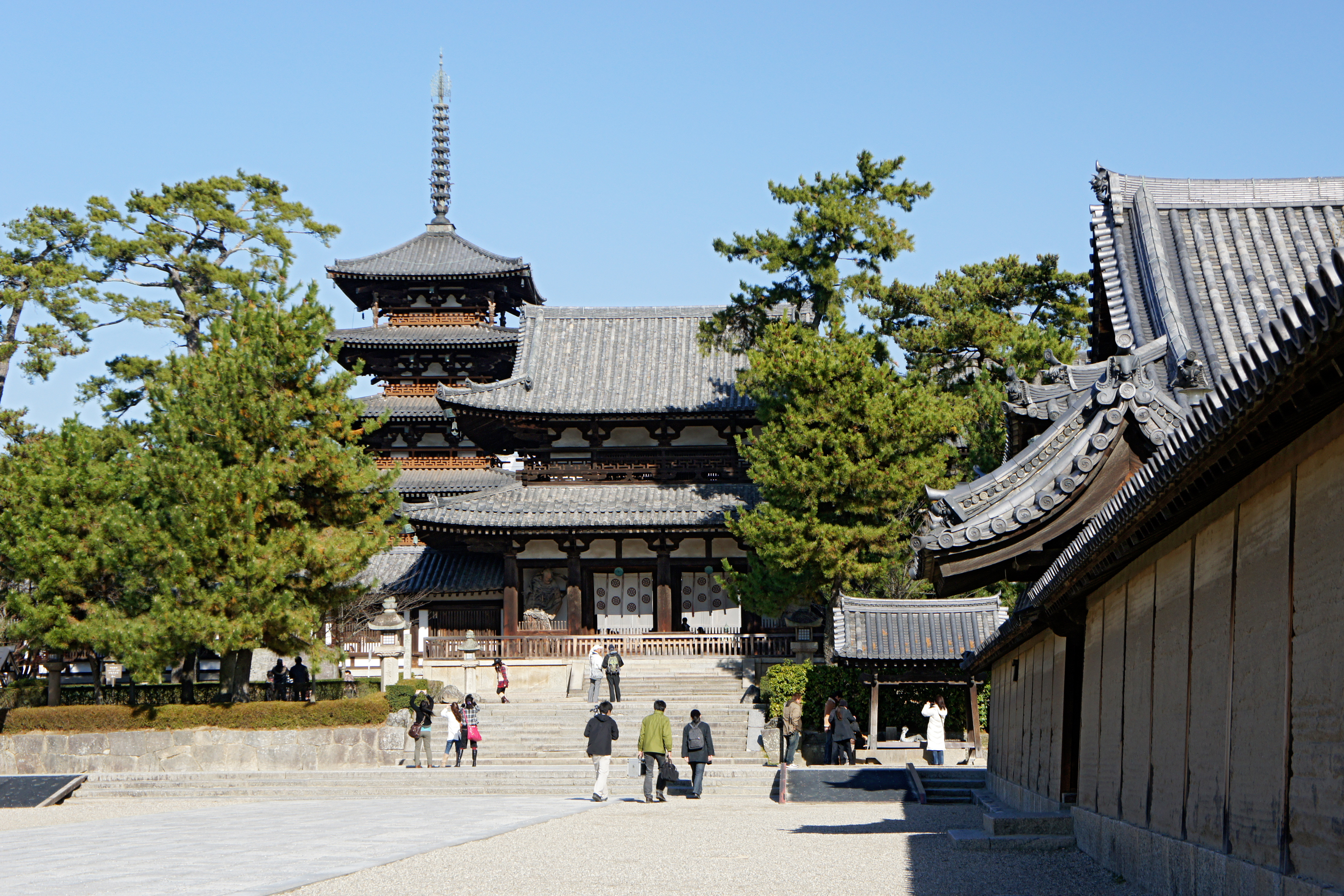
法隆寺中門和五重塔

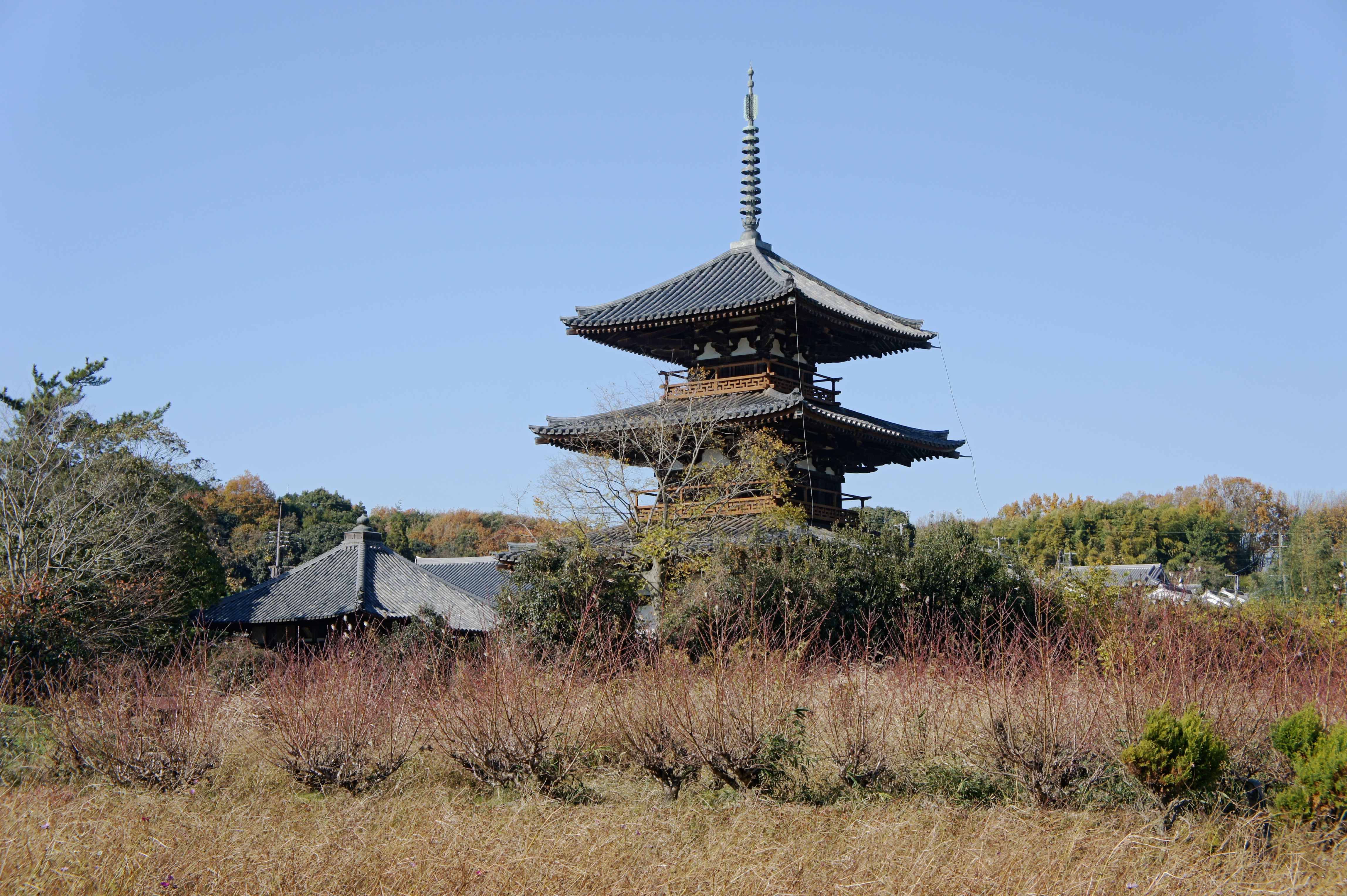
法起寺

7世紀聖德太子在此建立的多座寺廟建築，在1993年以法隆寺地區的佛教古跡的名字由聯合國教科文組織登錄為世界遺產。

## 教育
轄內僅有一所高中奈良縣立法隆寺國際高等學校，過去原為1977年成立的奈良縣立斑鳩高等學校，在2005年與位於相鄰大和郡山市的奈良縣立片桐高等學校整併為現在的立法隆寺國際高等學校，並結合本地的特色，設立歴史文化科。

## 姊妹、友好城市

### 日本
- 太子町（大阪府）：由於都是聖德太子因緣之地，於1997年9月11日締結為友好都市
- 太子町（兵庫縣）：由於都是聖德太子因緣之地，於1997年9月11日締結為友好都市
- 飯島町（長野縣）：兩地於1998年締結為友好城市。

## 當地出身知名人物
- 櫻花昇（日语：桜花昇ぼる）：OSK日本歌劇團（日语：OSK日本歌劇団）前成員。
- 鍵本輝：男歌手，男子舞蹈團體Lead的成員之一。

## 外部連結
- （日語） 斑鳩的Facebook專頁